# Primera División 1973-1974 (Spagna)
La Primera División 1973-1974 è stata la 43ª edizione della massima serie del campionato spagnolo di calcio, disputato tra il 1º settembre 1973 e il 20 maggio 1974 e concluso con la vittoria del Barcellona, al suo nono titolo.
Capocannoniere del torneo è stato Quini (Sporting Gijón) con 20 reti.

## Stagione

### Calciomercato
Il Barcellona tenne banco nella sessione estiva di calciomercato, affidando la squadra al tecnico campione d'Europa 1970-71 Rinus Michels, a cui furono messi a disposizione il suo allievo Johan Cruijff e il peruviano Hugo Sotil. I campioni in carica dell'Atlético Madrid risposero chiamando l'argentino Juan Carlos Lorenzo alla guida tecnica e portando in squadra alcuni suoi connazionali come Ramón Heredia e Rubén Ayala, assieme al portiere Miguel Reina proveniente dal Barcellona. Real Saragozza, Español, Real Murcia e Granada acquistarono in blocco numerosi giocatori sudamericani (principalmente paraguayani), il Real Madrid puntò su alcuni giovani (Vicente del Bosque e José Antonio Camacho) e sul tedesco Günter Netzer, il Valencia rinnovò il proprio attacco acquistando il maliano Salif Keïta e l'austriaco Kurt Jara.

### Avvenimenti
A quattordici anni dall'ultima affermazione, ritornò alla vittoria il Barcellona, profondamente rinnovato negli ultimi anni grazie all'ingaggio dell'allenatore Rinus Michels (già campione d'Europa nel 1970-71 con l'Ajax) e del suo allievo Johan Cruijff.
Il campionato vide già dopo due giornate una squadra sola in vetta alla classifica, i campioni in carica dell'Atlético Madrid. Già alla giornata successiva i colchoneros furono ripresi dal gruppo da cui si staccò, a partire dalla settima giornata il Valencia. Frattanto il Barcellona aveva cominciato la sua rimonta dopo un avvio sottotono (un punto nelle prime tre partite di campionato), completandola alla quattordicesima giornata, quando prese il comando solitario della classifica. Di lì in poi i blaugrana dominarono la classifica accumulando vantaggi incolmabili sulle avversarie e assicurandosi il titolo con cinque giornate di anticipo, in virtù degli 11 punti di vantaggio sulla seconda.
L'assolo del Barcellona rese più combattuta la lotta per la qualificazione in Coppa UEFA, che vide prevalere la Real Sociedad, favorita da un calo del Malaga nelle ultime quattro giornate. La Erreala accompagnò nella terza competizione europea l'Atlético Madrid e il Real Saragozza, qualificatesi con una giornata di anticipo. Per quanto riguarda la lotta per non retrocedere, il Castellón, perdendo all'ultima giornata, si fece superare per differenza reti dal Real Murcia. Scesero inoltre in Segunda División il Racing Santander e il Real Oviedo, il cui verdetto è stato emesso con una giornata di anticipo.

## Squadre partecipanti
| Squadra          | Stagione | Città                      | Stadio            | Stagione precedente                    |
| ---------------- | -------- | -------------------------- | ----------------- | -------------------------------------- |
| Athletic Bilbao  | dettagli | Bilbao                     | San Mamés         | 9º posto in Primera División           |
| Atlético Madrid  | dettagli | Madrid                     | Manzanares        | 1º posto in Primera División           |
| Barcellona       | dettagli | Barcellona                 | Nou Camp          | 2º posto in Primera División           |
| Castellón        | dettagli | Castellón de la Plana      | Castalia          | 5º posto in Primera División           |
| Celta Vigo       | dettagli | Vigo                       | Balaídos          | 15º posto in Primera División          |
| Elche            | dettagli | Elche                      | Altabix           | 2º posto in Segunda División, promosso |
| Español          | dettagli | Barcellona                 | Sarriá            | 3º posto in Primera División           |
| Granada          | dettagli | Granada                    | Los Cármenes      | 13º posto in Primera División          |
| Las Palmas       | dettagli | Las Palmas de Gran Canaria | Insular           | 11º posto in Primera División          |
| Malaga           | dettagli | Malaga                     | La Rosaleida      | 10º posto in Primera División          |
| Racing Santander | dettagli | Santander                  | El Sardinero      | 3º posto in Segunda División, promosso |
| Real Madrid      | dettagli | Madrid                     | Santiago Bernabéu | 4º posto in Primera División           |
| Real Murcia      | dettagli | Murcia                     | La Condomina      | 1º posto in Segunda División, promosso |
| Real Oviedo      | dettagli | Oviedo                     | Carlos Tartiere   | 12º posto in Primera División          |
| Real Saragozza   | dettagli | Saragozza                  | La Romareda       | 8º posto in Primera División           |
| Real Sociedad    | dettagli | San Sebastián              | Atocha            | 7º posto in Primera División           |
| Sporting Gijón   | dettagli | Gijón                      | El Molinón        | 14º posto in Primera División          |
| Valencia         | dettagli | Valencia                   | Luis Casanova     | 6º posto in Primera División           |

## Allenatori e primatisti
| Squadra          | Allenatore                                                              | Calciatore più presente | Cannoniere |
| ---------------- | ----------------------------------------------------------------------- | ----------------------- | ---------- |
| Athletic Bilbao  | Milorad Pavić                                                           |                         |            |
| Atlético Madrid  | Juan Carlos Lorenzo                                                     |                         |            |
| Barcellona       | Rinus Michels                                                           |                         |            |
| Castellón        | Lucien Muller                                                           |                         |            |
| Celta Vigo       | Juan Arza                                                               |                         |            |
| Elche            | Roque Olsen                                                             |                         |            |
| Español          | José Santamaría                                                         |                         |            |
| Granada          | José Iglesias                                                           |                         |            |
| Las Palmas       | Pierre Sinibaldi                                                        |                         |            |
| Malaga           | Marcel Domingo                                                          |                         |            |
| Racing Santander | José María Maguregui                                                    |                         |            |
| Real Madrid      | Miguel Muñoz (1ª-18ª) Luis Molowny (19ª-34ª)                            |                         |            |
| Real Murcia      | Felipe Mesones                                                          |                         |            |
| Real Oviedo      | Sabino Barinaga                                                         |                         |            |
| Real Saragozza   | Carriega                                                                |                         |            |
| Real Sociedad    | Rafael Iriondo                                                          |                         |            |
| Sporting Gijón   | Mariano Moreno (1ª-6ª) Jesús Barrio (7ª-20ª) Bernardino Pérez (21ª-34ª) |                         |            |
| Valencia         | Alfredo Di Stéfano                                                      |                         |            |

## Classifica finale
|        | Pos. | Squadra          | Pt | G  | V  | N  | P  | GF | GS | DR  |
| ------ | ---- | ---------------- | -- | -- | -- | -- | -- | -- | -- | --- |
|        | 1.   | Barcellona       | 50 | 34 | 21 | 8  | 5  | 75 | 24 | +51 |
|        | 2.   | Atlético Madrid  | 42 | 34 | 18 | 6  | 10 | 50 | 31 | +19 |
|        | 3.   | Real Saragozza   | 40 | 34 | 16 | 8  | 10 | 51 | 38 | +13 |
|        | 4.   | Real Sociedad    | 39 | 34 | 16 | 7  | 11 | 46 | 45 | +1  |
|        | 5.   | Athletic Bilbao  | 37 | 34 | 15 | 7  | 12 | 35 | 31 | +4  |
|        | 6.   | Granada          | 36 | 34 | 12 | 12 | 10 | 34 | 35 | -1  |
|        | 7.   | Malaga           | 36 | 34 | 12 | 12 | 10 | 31 | 32 | -1  |
| [ 10 ] | 8.   | Real Madrid      | 34 | 34 | 13 | 8  | 13 | 48 | 38 | +10 |
|        | 9.   | Español          | 34 | 34 | 13 | 8  | 13 | 34 | 38 | -4  |
|        | 10.  | Valencia         | 33 | 34 | 13 | 7  | 14 | 41 | 33 | +8  |
|        | 11.  | Las Palmas       | 33 | 34 | 14 | 5  | 15 | 28 | 35 | -7  |
|        | 12.  | Celta Vigo       | 30 | 34 | 12 | 6  | 16 | 43 | 49 | -6  |
|        | 13.  | Sporting Gijón   | 30 | 34 | 13 | 4  | 17 | 49 | 59 | -10 |
|        | 14.  | Elche            | 29 | 34 | 11 | 7  | 16 | 25 | 33 | -8  |
|        | 15.  | Real Murcia      | 29 | 34 | 10 | 9  | 15 | 27 | 37 | -10 |
|        | 16.  | Castellón        | 29 | 34 | 9  | 11 | 14 | 28 | 46 | -18 |
|        | 17.  | Racing Santander | 27 | 34 | 8  | 11 | 15 | 36 | 54 | -18 |
|        | 18.  | Real Oviedo      | 24 | 34 | 9  | 6  | 19 | 29 | 52 | -23 |

Legenda:
      Campione di Spagna e qualificata in Coppa dei Campioni 1974-1975
      Qualificata in Coppa delle Coppe 1974-1975
      Qualificate in Coppa UEFA 1974-1975
      Retrocesse in Segunda División 1974-1975
Regolamento:
Due punti a vittoria, uno a pareggio, zero a sconfitta.
In caso di arrivo di due o più squadre a pari punti, la graduatoria verrà stilata secondo la classifica avulsa tra le squadre interessate che prevede, in ordine, i seguenti criteri:
- Punti negli scontri diretti.
- Differenza reti negli scontri diretti.
- Differenza reti generale.
- Reti realizzate in generale.

## Risultati

### Tabellone
|                  | ATB  | ATM  | BAR  | CAS  | CEL  | ELC  | ESP  | GRA  | LPA  | MLG  | MUR  | RMA  | ROV  | RSA  | SAR  | RSO  | RGI  | VAL  |
| ---------------- | ---- | ---- | ---- | ---- | ---- | ---- | ---- | ---- | ---- | ---- | ---- | ---- | ---- | ---- | ---- | ---- | ---- | ---- |
| Athletic Bilbao  | –––– | 2-2  | 0-0  | 2-0  | 2-0  | 2-1  | 1-0  | 1-0  | 2-1  | 1-0  | 3-0  | 2-1  | 2-0  | 3-1  | 2-1  | 1-2  | 2-3  | 1-0  |
| Atlético Madrid  | 1-0  | –––– | 2-0  | 0-0  | 2-0  | 2-1  | 5-1  | 2-1  | 3-1  | 2-0  | 4-1  | 0-2  | 1-0  | 2-1  | 0-0  | 5-1  | 2-0  | 3-1  |
| Barcellona       | 2-0  | 2-1  | –––– | 5-0  | 5-2  | 2-0  | 3-0  | 4-0  | 3-0  | 4-0  | 1-0  | 0-0  | 6-2  | 0-0  | 2-0  | 4-1  | 5-1  | 1-0  |
| Castellón        | 0-0  | 1-1  | 0-2  | –––– | 1-1  | 0-2  | 3-2  | 1-1  | 1-1  | 1-0  | 1-0  | 2-0  | 2-0  | 1-1  | 2-1  | 2-0  | 3-2  | 0-0  |
| Celta Vigo       | 2-1  | 1-3  | 2-1  | 0-1  | –––– | 1-0  | 1-2  | 1-0  | 3-1  | 5-1  | 0-2  | 2-1  | 5-1  | 1-0  | 2-0  | 3-0  | 1-0  | 0-2  |
| Elche            | 0-0  | 0-0  | 1-0  | 1-0  | 2-0  | –––– | 0-0  | 1-0  | 1-0  | 0-1  | 1-0  | 1-0  | 1-1  | 0-0  | 1-1  | 1-2  | 1-0  | 1-0  |
| Español          | 2-0  | 1-0  | 0-0  | 1-0  | 1-0  | 1-1  | –––– | 1-1  | 2-0  | 1-1  | 3-0  | 1-0  | 2-0  | 0-2  | 3-1  | 1-0  | 3-0  | 1-0  |
| Granada          | 0-0  | 1-0  | 1-1  | 2-0  | 2-1  | 2-1  | 2-0  | –––– | 2-1  | 0-0  | 1-1  | 1-1  | 3-0  | 2-0  | 1-2  | 2-1  | 1-0  | 2-2  |
| Las Palmas       | 1-0  | 1-0  | 1-0  | 2-0  | 1-0  | 3-1  | 1-1  | 1-1  | –––– | 1-0  | 3-0  | 1-0  | 1-2  | 2-0  | 1-0  | 1-0  | 1-0  | 0-0  |
| Malaga           | 1-0  | 1-2  | 0-0  | 2-1  | 1-1  | 3-1  | 1-1  | 1-1  | 1-0  | –––– | 1-0  | 1-0  | 1-0  | 3-0  | 0-1  | 2-0  | 2-0  | 1-0  |
| Real Murcia      | 0-0  | 1-0  | 2-2  | 3-1  | 2-2  | 0-1  | 1-0  | 0-0  | 0-1  | 0-0  | –––– | 0-1  | 3-1  | 2-0  | 1-0  | 1-1  | 2-1  | 1-0  |
| Real Madrid      | 1-0  | 2-0  | 0-5  | 0-0  | 6-1  | 1-0  | 2-1  | 0-1  | 5-0  | 0-0  | 1-1  | –––– | 2-0  | 3-2  | 4-0  | 3-1  | 2-2  | 2-1  |
| Real Oviedo      | 0-1  | 2-0  | 1-3  | 0-0  | 1-1  | 1-0  | 1-0  | 3-0  | 1-0  | 1-1  | 0-1  | 1-1  | –––– | 2-1  | 1-0  | 0-2  | 0-0  | 1-2  |
| Racing Santander | 2-2  | 2-1  | 1-3  | 1-1  | 1-1  | 2-1  | 1-1  | 2-0  | 1-0  | 1-1  | 2-0  | 2-1  | 2-0  | –––– | 1-1  | 0-0  | 3-3  | 0-1  |
| Real Saragozza   | 3-0  | 4-0  | 2-2  | 3-2  | 2-1  | 2-1  | 3-1  | 1-0  | 2-0  | 3-1  | 0-0  | 2-1  | 4-2  | 5-1  | –––– | 0-0  | 3-0  | 2-1  |
| Real Sociedad    | 2-1  | 0-0  | 2-1  | 3-1  | 2-1  | 2-1  | 3-0  | 0-2  | 0-0  | 1-1  | 2-1  | 2-2  | 2-0  | 4-1  | 2-0  | –––– | 2-1  | 3-2  |
| Sporting Gijón   | 2-0  | 0-3  | 2-4  | 4-0  | 2-1  | 2-0  | 3-0  | 4-0  | 1-0  | 1-0  | 2-1  | 4-3  | 0-3  | 2-0  | 2-2  | 3-1  | –––– | 1-2  |
| Valencia         | 0-1  | 0-1  | 0-2  | 3-0  | 0-0  | 2-0  | 1-0  | 1-1  | 2-0  | 2-2  | 1-0  | 1-0  | 2-1  | 5-2  | 0-0  | 1-2  | 6-1  | –––– |

## Statistiche

### Squadre

#### Capoliste solitarie
|    | ——  | —— | —— | —— | —— | ——       | ——       | ——       | ——       | ——       | ——       | ——  | ——         | ——         | ——         | ——         | ——         | ——         | ——         | ——         | ——         | ——         | ——         | ——         | ——         | ——         | ——         | ——         | ——         | ——         | ——         | ——         | ——         | —— |  |
|    | AtM |    |    |    |    | Valencia | Valencia | Valencia | Valencia | Valencia | Valencia |     | Barcellona | Barcellona | Barcellona | Barcellona | Barcellona | Barcellona | Barcellona | Barcellona | Barcellona | Barcellona | Barcellona | Barcellona | Barcellona | Barcellona | Barcellona | Barcellona | Barcellona | Barcellona | Barcellona | Barcellona | Barcellona |    |  |
|    |     |    |    |    |    |          |          |          |          |          |          |     |            |            |            |            |            |            |            |            |            |            |            |            |            |            |            |            |            |            |            |            |            |    |  |
|    |     |    |    |    |    |          |          |          |          |          |          |     |            |            |            |            |            |            |            |            |            |            |            |            |            |            |            |            |            |            |            |            |            |    |  |
| 1ª | 2ª  | 3ª | 4ª | 5ª | 6ª | 7ª       | 8ª       | 9ª       | 10ª      | 11ª      | 12ª      | 13ª | 14ª        | 15ª        | 16ª        | 17ª        | 18ª        | 19ª        | 20ª        | 21ª        | 22ª        | 23ª        | 24ª        | 25ª        | 26ª        | 27ª        | 28ª        | 29ª        | 30ª        | 31ª        | 32ª        | 33ª        | 34ª        |    |  |

#### Primati stagionali
- Maggior numero di vittorie: Barcellona (21)
- Minor numero di sconfitte: Barcellona (5)
- Migliore attacco: Barcellona (75 reti segnate)
- Miglior difesa: Barcellona (24 reti subite)
- Miglior differenza reti: Barcellona (+51)
- Maggior numero di pareggi: Granada e Malaga (12)
- Minor numero di pareggi: Sporting Gijón (4)
- Maggior numero di sconfitte: Real Oviedo (19)
- Minor numero di vittorie: Racing Santander (8)
- Peggior attacco: Elche (25 reti segnate)
- Peggior difesa: Sporting Gijón (59 reti subite)
- Peggior differenza reti: Real Oviedo (-23)

### Individuali

#### Classifica marcatori
Fonte:
| Gol |  |  | Giocatore           | Squadra          |
| --- |  |  | ------------------- | ---------------- |
| 20  |  |  | Quini               | Sporting Gijon   |
| 17  |  |  | Marcial Pina        | Barcellona       |
| 17  |  |  | Saturnino Arrúa     | Real Saragozza   |
| 16  |  |  | Johan Cruijff       | Barcellona       |
| 12  |  |  | Rafael De Diego     | Español          |
| 12  |  |  | Enrique Galán       | Real Oviedo      |
| 12  |  |  | Marianín            | Real Oviedo      |
| 12  |  |  | Fernando Ansola     | Real Sociedad    |
| 11  |  |  | José Eulogio Gárate | Atlético Madrid  |
| 11  |  |  | Juan Manuel Asensi  | Barcellona       |
| 11  |  |  | Hugo Sotil          | Barcellona       |
| 11  |  |  | Manuel Clarés       | Valencia         |
| 11  |  |  | José Antonio Grande | Racing Santander |
| 11  |  |  | Oscar Más           | Real Madrid      |
| 10  |  |  | Germán Dévora       | Las Palmas       |